# 聖馬利亞教堂 (諾丁漢)
聖馬利亞教堂（Church of St Mary the Virgin）是英國城市諾丁漢的一座教堂，也是諾丁漢歷史最古老的宗教建築，以及諾丁漢僅次於諾丁漢主教座堂的第二大教堂和諾丁漢最大的中世紀建築。聖馬利亞教堂被列入英國一級登錄建築，也是諾丁漢的五座一級登錄建築之一。聖馬利亞教堂在1751年就開設了主日學校。

## 外部連結
- Official website （页面存档备份，存于）
- Choir website （页面存档备份，存于）
- Pictures of St. Mary's from Nottingham21 （页面存档备份，存于）
- See St. Mary's on Google Street View （页面存档备份，存于）.